# BMW i
BMW i(ビーエムダブリューアイ)とは、電気自動車とプラグインハイブリッド車を製造・販売するBMWのサブブランドである。

## 電気自動車
- iX1
- iX2
- i3
- iX3
- i4
- i5
- i7
- iX

## プラグインハイブリッドカー
- i3(レンジ・エクステンダー装備車)
- i8